# بني سميح
بني سميح هي قرية جبلية مغربية شمال المملكة. تنتمي بني سميح لإقليم شفشاون. تضم هذه القرية 15.577 نسمة (إحصاء 2004).